# Emiel Rogiers
Emiel Rogiers (Aalst, 15 maart 1923 - Ninove, 5 december 1998) was een Belgisch wielrenner. Hij was prof van 1944 tot en met 1954. Zijn belangrijkste overwinning was de Ronde van Nederland van 1948. Hij kreeg deze overwinning overigens pas achter de groene tafel. In het Olympisch Stadion van Amsterdam werd de Luxemburger Jemp Goldschmit als winnaar gehuldigd. Hij was de eerste dag met een kopgroep bij Zwolle de verkeerde weg ingestuurd, zodat deze renners achter het peloton finishten. Zij kregen echter dezelfde tijd als het peloton. Rogiers protesteerde daar na afloop tegen en kreeg van de UCI gelijk, waardoor Goldschmidt door het tijdverlies op de eerste dag zijn overwinning in het eindklassement verspeelde.

## Belangrijkste overwinningen
1948
- 3e etappe Ronde van Nederland
- Eindklassement Ronde van Nederland

## Resultaten in voornaamste wedstrijden
| Jaar | Ronde van Italië | Ronde van Frankrijk | Ronde van Spanje |
| ---- | ---------------- | ------------------- | ---------------- |
| 1947 |                  |                     |                  |
| 1948 |                  | opgave              |                  |
| 1950 |                  |                     |                  |

| Jaar | Gent-Wevelgem | Ronde van Vlaanderen | Luik-Bast.‑Luik | Parijs-Brussel |
| ---- | ------------- | -------------------- | --------------- | -------------- |
| 1947 | 23e           | 26e                  | 48e             |                |
| 1948 |               |                      |                 | 9e             |
| 1950 |               |                      |                 |                |

## Ploegen
- 1947 - Bertin-Wolber
- 1947 - Alcyon-Dunlop
- 1948 - Garin-Wolber
- 1948 - Pento
- 1948 - Lion Rapide
- 1949 - Van Hauwaert
- 1949 - Garin-Wolber
- 1950 - Mervil